# エリダン
エリダン（Eridan）はフランスの観測ロケット。2基のストロンボリエンジンを直列に使用した2段式固体燃料ロケットで、フランス国立宇宙研究センターがギアナ宇宙センターにて15回の打ち上げを行った。最初の1回は失敗しているが、後の14回は成功している。

## データ
- 全重量: 2,127 kg
- ペイロード: 130 kg
- 全長: 9.92 m
- 直径: 0.56 m
- 翼長: 1.55 m
- 推力: 90.00 kN
- 高度: 425 km
- 初発射: 1968-09-26
- 最終発射: 1979-11-14
- 発射回数: 15